# 씨드볼

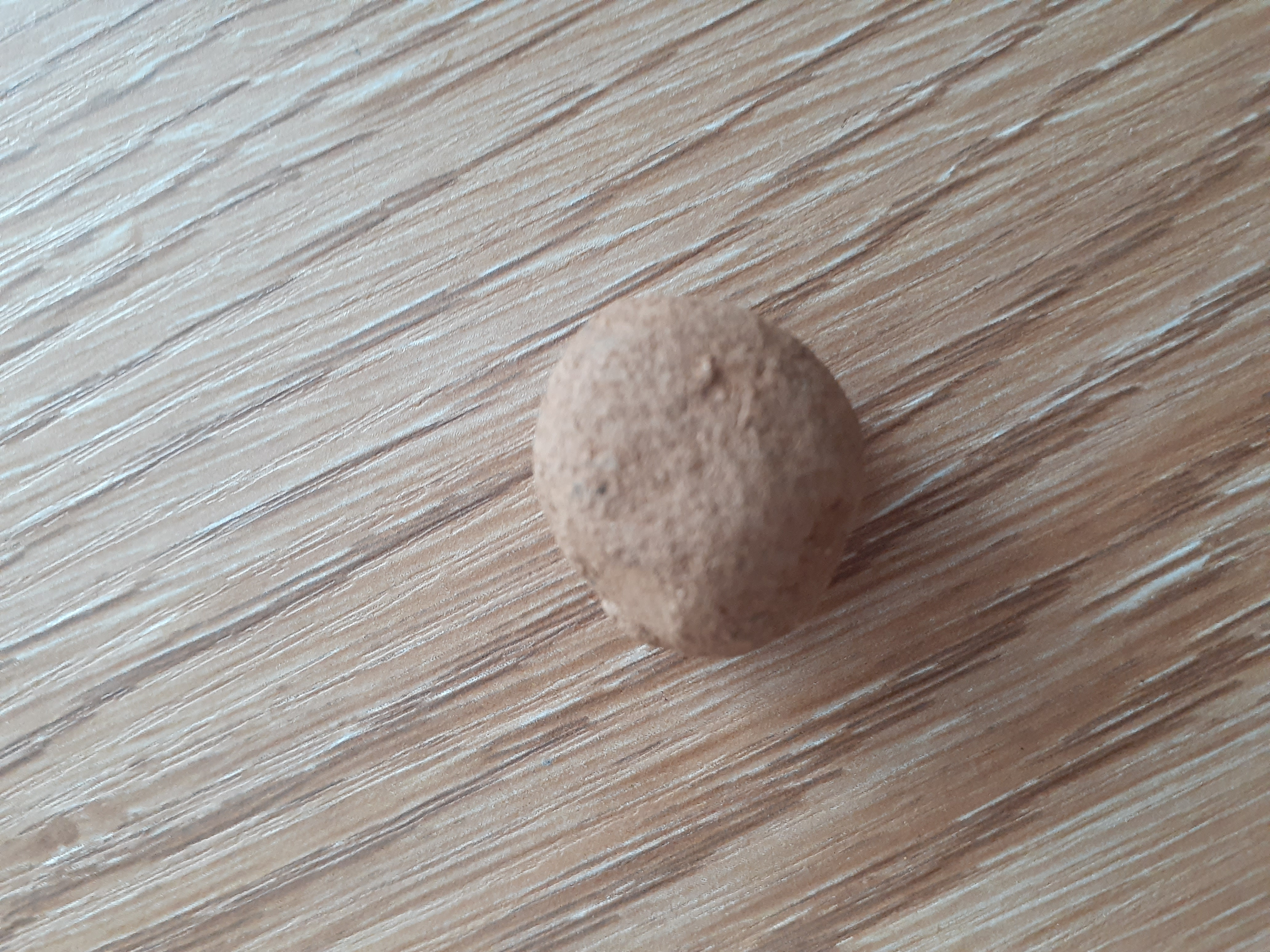
씨드볼의 모습

씨드볼(seed ball)은 황토와 씨앗을 섞고 동그란 공 형태로 빚어서 만든 것이다. 씨드볼은 씨앗 심기가 쉽고 발아율이 뛰어나다.
씨드볼은 발아를 돕기 위해 점토와 기타 물질로 만든 공 안에 씨앗을 말아서 구성된다. 그런 다음 게릴라 가드닝의 한 형태로 공터와 울타리 너머로 던져진다. 부식질 및 퇴비와 같은 물질은 종종 미생물 접종원을 제공하기 위해 씨앗 주위에 배치된다. 특히 혹독한 서식지에서 클레이볼(clay ball)을 더욱 보호하기 위해 면섬유나 액화 종이를 추가하는 경우도 있다. 일본의 자연농법의 선구자 후쿠오카 마사노부에 의해 재발견된 고대 기술이다.

## 같이 보기
- 후쿠오카 마사노부
- 조니 애플시드